# Nelly Wicky
Pour les articles homonymes, voir Wicky et Rosset.
Nelly Wicky, née Rosset le 2 mars 1923 à Genève et morte le 27 janvier 2020 à Onex, est une personnalité politique suisse membre du Parti suisse du travail et militante féministe

## Biographie
Nelly Wicky est la deuxième enfant de Robert Rosset, employé de bureau des Chemins de fer fédéraux et de Hélène Pièce, couturière. Robert Rosset, proche du parti socialiste, a donné à sa fille, future institutrice le goût pour l'engagement social et la politique. C'est dans les milieux socialistes qu'elle a fait la connaissance de Robert Wicky, son futur mari qui suivait une formation d'électricien. Il est le fils d'Emile William Eugène qui est administrateur postal.
Elle effectue des études de pédagogie à l'Institut Jean-Jacques Rousseau, où elle a notamment été l'élève de Jean Piaget.
Sa formation d'institutrice terminée, la jeune femme obtient un poste à la commune genevoise de Meyrin, elle y passera plus de 30 ans. Institutrice de profession, Nelly Wicky a siégé au Conseil municipal de la ville de Genève entre 1963 et 1991. Lors des élections au Conseil national de 1971, les femmes ont pour la première fois le droit de vote et d’éligibilité au niveau fédéral. Nelly Wicky est élue en compagnie de dix autres femmes, et devient ainsi la première Genevoise à accéder au Conseil national. Elle reste au Conseil national jusqu'en 1975 et s'y engage pour la protection de l'environnement, la lutte contre l’alcoolisme et les problèmes scolaires.
Elle représente la ville de Genève au  comité de la Fondation pour l'accueil et l'hébergement de personnes âgées jusqu'en 1998.
Elle est également membre de l'Association Cap-Vert Genève à partir de 1978.